# Bildung in Estland

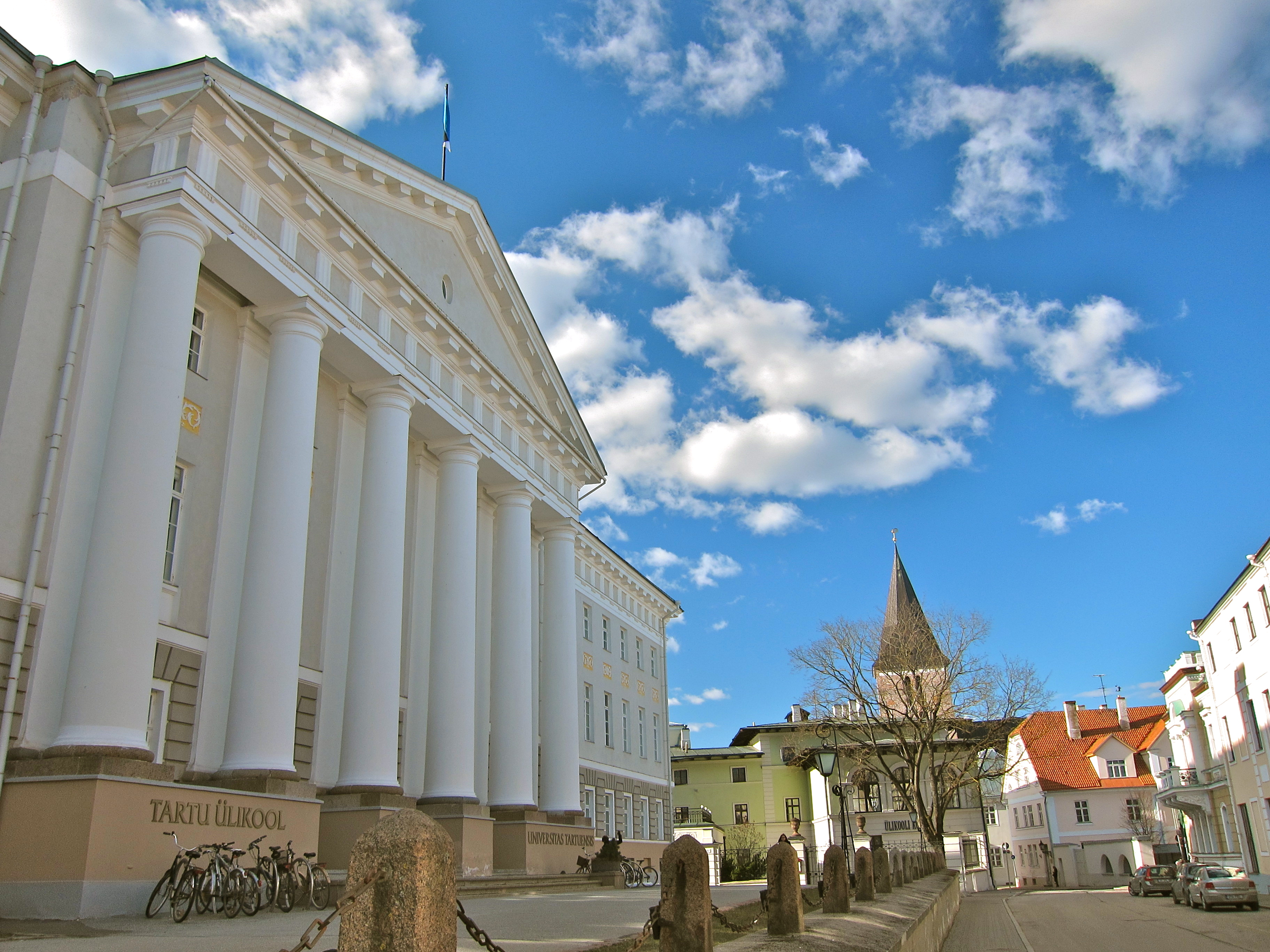
Universität Tartu, Hauptgebäude

Das Bildungssystem in Estland umfasst drei Stufen im Bildungssystem, begründet vom Bildungsgesetz der Republik Estland 1991. Bildung genießt einen hohen Stellenwert in der Gesellschaft, der 2021 gewählte Präsident Alar Karis will sie in den Mittelpunkt seiner fünfjährigen Amtszeit stellen. Bei den PISA-Studien von 2015 belegte Estland Platz 9 von 72 Ländern in Mathematik, Platz 3 in Naturwissenschaften und Platz 6 beim Leseverständnis. Die Schüler gehörten damit zu den besten von allen teilnehmenden Ländern und erreichten zusammen mit Finnland den Spitzenwert in Europa. 2018 und 2022 standen sie sogar noch vor Finnland.
Alle Kleinkinder haben das Recht auf einen Platz im Kindergarten, doch in Estland sind nicht in allen Regionen genügend davon vorhanden. Vorschulprogramme für alle fünf- und sechsjährigen Kinder sind Pflicht und finden entweder in den Kindergärten oder in den Schulen statt. In Estland gilt eine neunjährige Schulpflicht (Primar- und Sekundärstufe I), die mit Erreichen des siebten Lebensjahres beginnt und nach Abschluss der neunjährigen Ausbildung bzw. mit dem 17. Lebensjahr endet.

## Struktur
Das Bildungssystem gliedert sich in
- Vorschulbereich,

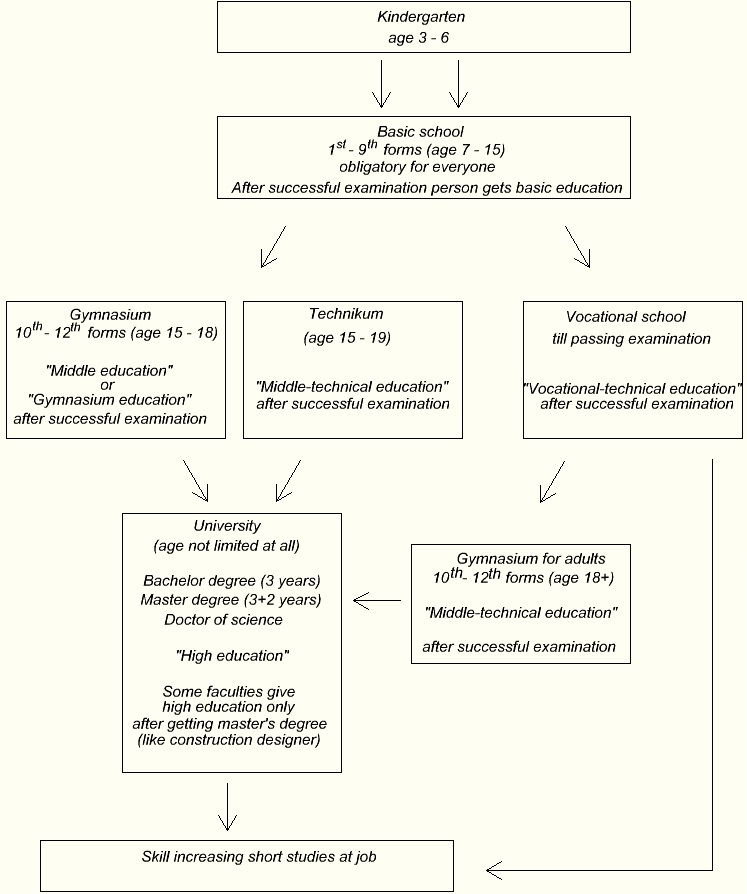
Bildungssystem in Estland

- Grundschule (Primarstufe, Klasse 1–4),
- Sekundarstufe I (Klasse 5–9), mit einheitlichem Abschluss,
- Sekundarstufe II (Klasse 10–12), Gymnasien oder berufsbildende Schulen,
- Tertiärstufe: Hochschulen und Universitäten.

Nach der Sekundarstufe I können die Schüler zwischen einer berufsbildenden Schule bzw. beruflichen Ausbildung mit dem Besuch der entsprechenden Berufsschule oder einer weiterführenden Schule (staatliche oder private Gymnasien) der Sekundarstufe II wählen. Der erfolgreiche Abschluss der 12. Klasse/Berufsausbildung berechtigt zu einem Universitätsstudium oder dem Besuch einer berufsbildenden Akademie.

### Digitalisierung
In vielen Schulen gibt es elektronische Klassenbücher. Das ermöglicht Lehrern das Stellen von Hausaufgaben wie auch den Eltern, von zu Hause aus Einsicht in die Einträge über die Schüler zu erhalten. Den Lehrkräften erspart es viel Verwaltungsarbeit. Das erforderliche Computer-Programm wird den Eltern vom Staat kostenlos zur Verfügung gestellt. Ein Computer am Lehrerpult und ein Beamer oder Smartboard gehören zur Ausstattung jedes Klassenzimmers. Im Regelfall stellen Schulen Bildungstechnologen ein, die Lehrkräfte beim Medieneinsatz unterstützen und die Wartung der Geräte übernehmen. Bereits Ende der 1990er Jahre hatte jede Schule einen Internetzugang. Dennoch ist der Unterricht durch die meist älteren Lehrkräfte mit sowjetischer Ausbildung recht traditionell auf Wissensvermittlung ausgerichtet. Anders als in Finnland gehen nicht viele junge Menschen als Lehrer in die Schule.

### Fremdsprachen und russischsprachige Schulen
Nach der Unabhängigkeit 1991 wurde Russisch als erste Fremdsprache durch Englisch ersetzt. Zum Teil beginnt der Englischunterricht bereits im Kindergarten. Nicht synchronisierte englischsprachige Fernsehsendungen fördern das Lernen erheblich. 
In Estland wohnen viele Russen, die sich am Nachbarland orientieren. 1993 wurde das Gesetz über die „kulturelle Autonomie nationaler Minderheiten“ verabschiedet und damit den Minderheiten in der estnischen Bevölkerung die Möglichkeit gegeben, private Gymnasien mit Unterricht in ihrer Sprache zu errichten. Seit Beginn des staatlichen Programms „Integration in die estnische Gesellschaft 2000–2007“ gehört der Übergang zum zweisprachigen Unterricht an staatlichen russischsprachigen Gymnasien zum staatlichen Lehrplan der Regierung, um den Jugendlichen durch die frühe Vermittlung der estnischen Sprache bessere Ausbildungs- und Berufschancen zu ermöglichen. Ab 2008/2009 wurde in allen 63 russischsprachigen Gymnasien der Anteil an Unterrichtsfächern, die in Estnisch stattfinden, erhöht. Ab dem Schuljahr 2024/2025 soll die russischsprachigen Schulen ganz abgeschafft werden. Das seit der Unabhängigkeit unveränderte Kita- und Schulsystem, das estnisch- und russischsprachige Schüler trennt, soll vereinheitlicht werden. Erst- und Viertklässler sollen den Plänen zufolge ab 2024 komplett auf Estnisch beschult werden, weitere Klassenstufen im Schuljahr darauf folgen.

### Sonderpädagogik
Jede Schule hat einen Verantwortlichen, der sich um die Schüler mit Behinderung kümmert. Sonderpädagogische Förderung, Sprachtherapie und sozialpädagogische Beratung sollen verhindern, dass Kinder die Schule abbrechen. Verhaltensgestörte Kinder (meist Jungen) kommen in Sonderklassen an den normalen Schulen oder an den Gymnasien, 2005 gab es 30 Sonderklassen. Die Jungen mögen die
geringe Schülerzahl, den engeren Kontakt mit den Lehrern, den angepassten Lehrplan und die hohe Disziplin. 86 % der befragten Lehrer halten die
Methode der Sonderklassen für erfolgreich und sehr positiv.

## Schulgeschichte
In Estland gab es im späten Mittelalter deutsche Stadtgründungen, während auf dem Land die Esten als Bauern lebten. Die deutsche Oberschicht mit Kontakten in andere Hansestädte hat für ihre Kinder in der Regel Stadtschulen gegründet. Die Ritter- und Domschule zu Reval (erste Erwähnung 1319) war bis zur Auflösung 1939 die älteste Schule Estlands gewesen. Daneben gab es auch Klosterschulen wie im St.-Katharinen-Kloster (Tallinn), später Pfarrschulen (kirikukoolid), wo einige estnische Jungen Kenntnisse und Fähigkeiten erwerben konnten. Mit der Reformation entstand der Anspruch auch für Mädchen und Kinder auf dem Land, die Bibel lesen zu können. Ab dem 17. Jahrhundert setzte langsam sich ein Dorfschulsystem durch, begünstigt durch die schwedische Herrschaft seit 1629. Auch die erste Universität Tartu bzw. Dorpat 1632 war eine schwedische Gründung als Nachfolgeangebot zum 1625 geschlossenen Jesuitenkolleg. Bengt Gottfried Forselius gründete 1684 das erste Lehrerseminar bei Dorpat. Mit der Übernahme durch das zaristische Russland 1710 sank zunächst die staatliche Unterstützung für die Volksschulen, besonders die Mädchen wurden von den Schulen ferngehalten. Erst durch die Aufklärung und das Schulgesetz von 1817 verbesserte sich die Lage, auch mithilfe erster Lehrerinnen. Mit dem erwachenden Nationalbewusstsein stieg das Interesse für die estnische Kultur: Der Publizist Johann Voldemar Jannsen schuf in Pärnu eine estnische Zeitung und sammelte Volkslieder. Mit der Gründung der Republik Estland wurde 1919 eine vierjährige Schulpflicht eingeführt. Die Pädagogen Peeter Põld (1878–1930) und Johannes Käis (1885–1950) legten wichtige Grundlagen der Lehrerbildung. Seit 1940/1944 wurde das Schulsystem sowjetisiert. Ein Ergebnis war die allmähliche weitgehende Feminisierung des Lehrerberufes, ein weiteres die starke Russifizierung der Bildung. Seit 1991 bestimmt wieder die Republik Estland das Bildungssystem mit bemerkenswerten Erfolgen bei den PISA-Studien.

## Hochschulen
In Estland gibt es zwölf anerkannte Universitäten, davon sieben staatliche und fünf private Universitäten, sowie 26 weitere Hochschulen, die bekannteste ist die Universität Tartu. Die Hochschulen orientieren sich immer mehr an internationalen Standards und fördern den akademischen Austausch durch ausländische Gastdozenten und Studenten. Die Estnische Akademie der Wissenschaften versammelt die Spitzenforschung. Deutschland und Estland haben zum Erhalt der deutsch-baltischen Kultur zahlreiche akademische Gesellschaften gegründet. Seit 1997 findet jedes Jahr die deutsch-estnische akademische Woche „Academica“ statt. Im April 1998 eröffnete das Goethe-Institut am Deutschen Kulturinstitut Tallinn eine Zweigstelle; die Gründung der Eurofakultät an der Universität in Tartu (deutsch: Dorpat) im Jahr 1993 geht auf deutsche Initiatoren zurück. Wegen des russischen Überfalls auf die Ukraine 2022 werden russische und belorussische Studenten nicht mehr eingeschrieben.

## Links

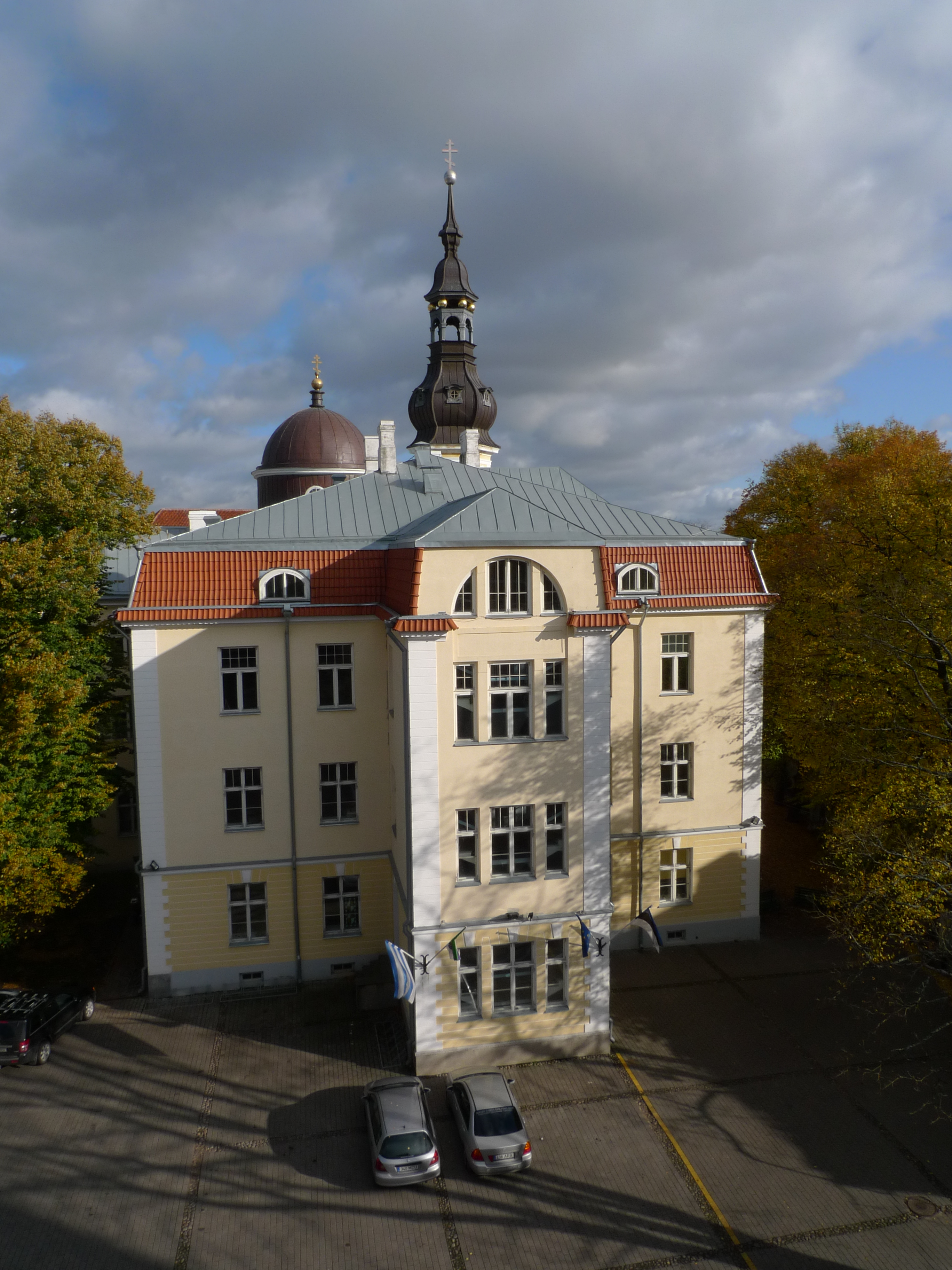
Gustav-Adolf-Gymnasium in Tallinn

- Estnisches Ministerium für Bildung und Forschung[16]
- Sprachaufsichtsbehörde (Estland)
- Gustav Adolfi Gümnaasium (Gründung 1631)
- Deutsches Gymnasium Kadriorg
- Hugo-Treffner-Gymnasium Tartu
- Jüdische Schule Tallinn